# Essential Killing

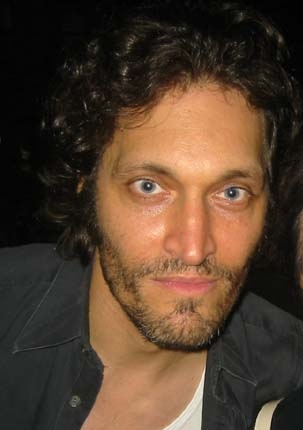
Vincent Gallo

Essential Killing is een film uit 2010 van de Poolse regisseur Jerzy Skolimowski. De film is zijn tweede in twintig jaar en ging in première tijdens het Filmfestival van Venetië.

## Verhaal
Als Mohammed in een woestijn door Amerikaanse soldaten wordt ontdekt, blaast hij ze op. Met behulp van een helikopter wordt hij door het Amerikaanse leger achtervolgd en gearresteerd. In gevangenschap wordt waterboarding op hem toegepast. Na transport naar een Europees land slaat zijn gevangenenwagen bij een ongeluk over de kop. Hij ontsnapt en slaat op de vlucht in het besneeuwde heuvelachtige landschap. Hij doodt enkele mensen die zijn aanwezigheid ontdekken en raakt zelf ook gewond. Hij poogt zich te voeden met mieren en boomschors en voedt zich uiteindelijk aan een zogende vrouw. Bij een huisje stort hij uitgeput neer. De doofstomme bewoonster vangt hem op en verzorgt zijn verwonding en voedt hem tot ze hem weer op pad stuurt. Op een paard vervolgt hij bloedend zijn weg en heeft steeds meer moeite om op het paard te blijven zitten. De slotscène toont het paard in de vrije natuur, zonder Mohammed.

## Prijzen
- Filmfestival van Venetië
  - Speciale Juryprijs
  - Coppa Volpi voor beste acteur: Vincent Gallo
  - CinemAvvenire Award: Beste Film In Competitie

- Internationaal filmfestival van Mar del Plata (25ste editie)
  - Gouden Ástor voor beste film
  - Zilveren Astor voor Beste Acteur: Vincent Gallo
  - ACCA Award (Argentine Film Reviewers Association): Beste Film in de Internationale Competitie

- Polish Film Awards
  - Adelaar voor Beste Film
  - Adelaar voor Best Regisseur: Jerzy Skolimowski
  - Adelaar voor Beste Muziek: Paweł Mykietyn
  - Adelaar voor Beste Montage: Réka Lemhényi/Maciej Pawliński

- Polish Film Festival, Gdynia
  - Gouden Leeuw voor Beste Film
  - Beste Regisseur: Jerzy Skolimowski
  - Beste Cinematografie: Adam Sikora
  - Best Muziek: Paweł Mykietyn
  - Beste Montage: Réka Lemhényi/Maciej Pawliński

- Sopot Film Festival
  - Grand Prix